# Березники (Сапожковский район)
Березники — деревня в Сапожковском районе Рязанской области России. Административный центр Березниковского сельского поселения.
Её площадь 0,25 кв.км. Находится в 4 км северо-восточнее районного центра, посёлка Сапожок, сообщение с которым осуществляется по автомобильной дороге. Ближайшая станция железной дороги находится в Ухолово.
Через село протекает река Пожва (приток Пары), в которую на северной окраине деревни впадает река Коровка.
В селе имеется начальная общеобразовательная школа.

## История
В середине XIX века Березники являлись казённым посёлком и входили во второй стан Сапожковского уезда Рязанской губернии. На 1859 год в Березниках было 80 дворов, в которых проживало 537 человек (258 мужчин и 279 женщин). Севернее посёлка проходил тракт из Спасска в Сапожок.

## Население
| 1859 | 1897  | 1906  | 2010 |
| ---- | ----- | ----- | ---- |
| 535  | ↗1131 | ↗1250 | ↘161 |